# Камерон (округ, Пенсильвания)
Округ Камерон (англ. Cameron County) располагается в штате Пенсильвания, США. Официально образован 29 марта 1860 года. По состоянию на 2010 год, численность населения составляла 5 085 человек.

## География
По данным Бюро переписи США, общая площадь округа равняется 1030,821 км2, из которых 1025,641 км2 суша и 5,698 км2 или 0,600 % это водоёмы.

## Население
По данным переписи населения 2000 года в округе проживает 5 974 жителей в составе 2 465 домашних хозяйств и 1 624 семей. Плотность населения составляет 6,00 человек на км2. На территории округа насчитывается 4 592 жилых строений, при плотности застройки около 4,00-х строений на км2. Расовый состав населения: белые — 98,83 %, афроамериканцы — 0,35 %, коренные американцы (индейцы) — 0,13 %, азиаты — 0,12 %, гавайцы — 0,05 %, представители других рас — 0,05 %, представители двух или более рас — 0,47 %. Испаноязычные составляли 0,57 % населения независимо от расы.
В составе 27,70 % из общего числа домашних хозяйств проживают дети в возрасте до 18 лет, 52,40 % домашних хозяйств представляют собой супружеские пары проживающие вместе, 9,20 % домашних хозяйств представляют собой одиноких женщин без супруга, 34,10 % домашних хозяйств не имеют отношения к семьям, 30,10 % домашних хозяйств состоят из одного человека, 15,40 % домашних хозяйств состоят из престарелых (65 лет и старше), проживающих в одиночестве. Средний размер домашнего хозяйства составляет 2,39 человека, и средний размер семьи 2,96 человека.
Возрастной состав округа: 24,50 % моложе 18 лет, 6,00 % от 18 до 24, 24,90 % от 25 до 44, 24,80 % от 45 до 64 и 24,80 % от 65 и старше. Средний возраст жителя округа 41 лет. На каждые 100 женщин приходится 96,60 мужчин. На каждые 100 женщин старше 18 лет приходится 94,60 мужчин.